# کازواکی ساسو
کازواکی ساسو (انگلیسی: Kazuaki Saso؛ زادهٔ ۱۶ ژوئن ۱۹۹۹) بازیکن فوتبال اهل ژاپن است.